# ومن سيعد فطيرة التشباتيز؟
ومن سيُعد فطيرة التشپاتيز؟ هو كتاب يُعطي نظرة عامة عن (البانشيات) السياسية لجميع النساء والتي تشكلت في ولاية ماهاراشترا، بالهند، حيث أدت إلى حدوث تَغيُرات سياسية في النصف الثاني من القرن العشرين مؤديةً إلى خلق مساحة للنساء بشكلٍ واضح في الحكومة المحلية الريفية وأعطتهم التمويل لهيئآتهم الإدارية كما أعطتهم ولاية الإشراف على بعض الأعمال المحلية، صدر الكتاب لأول مرة في عام 1998م، يتضمن تقارير ميدانية أُعدت بواسطة (ميناكشي شيد، سونالي ساتاي، شارميلا جوشي، وبيشاكها داتا)، وتم تحريره من قِبل (داتا). الطبعة الثانية صدرت في عام 2001م. يستشهدُ الكتاب بنظرةٍ تفصيلية مُنتظمة على مُشاركة المرأة في السياسة الريفية الهندية.

## المحتويات
يتألف الكتاب من مُقابلات مُنفردة مع نساءٍ من الذين كانوا أعضاءً في 12 من (البانشيات) بتسعِ قُرى، ابتداءً بتقديم ظروفهن الخاصة «كل بانشايا بدأت في فترة مختلفة؛ معظمهن لم يعد نشاطاً»، وتحليل التأثيرات المُترتبة على اشتراك المرأة في السياسة، والفروق التي حدثت في الحكم المحلي والحياة. وتشمل (البانشيات) التي تم استطلاعها على أقدمها على الإطلاق (في قرية نيمبت بـبيون من عام 1963م إلى عام 1998م قبل ضمان التشريع السلطة والمقاعد للنساء إلى البانشيات في جميع أنحاء المنطقة) إلى (البانشيات) الحالية في (برامنجهار)، (وبهندي كورد) حيثُ كانتا نشطتين في وقت النشر.

## الجوائز
· جائزة هوكستادت (2008)
1. ↑  Gender and Governance in Rural Services: Insights from India, Ghana and Ethiopia, World Bank report, 2009. نسخة محفوظة 14 مارس 2016 على موقع واي باك مشين.
2. ↑  From a book review by Alaka Basu, South Asian Studies professor at Cornell University. نسخة محفوظة 30 أبريل 2016 على موقع واي باك مشين.
3. ↑  Hochstadt award [وصلة مكسورة] نسخة محفوظة 21 يونيو 2009 على موقع واي باك مشين. [وصلة مكسورة] نسخة محفوظة 21 يونيو 2009 على موقع واي باك مشين.